# Erdbeben in Gujarat 2001
Das Erdbeben in Gujarat vom 26. Januar 2001 um 05:46 Uhr Ortszeit war eine Erdbebenkatastrophe im indischen Bundesstaat Gujarat, bei der mehr als 20.000 Menschen ums Leben kamen und Tausende weitere verletzt oder obdachlos wurden.

## Tektonischer Hintergrund
Die Epizentralregion des Bebens liegt im Westen der Indischen Platte und besteht aus vielfach gefalteten kreidezeitlichen, mesozoischen und tertiären Gesteinen, die von quartären Sedimenten bedeckt sind. Die Region ist von zahlreichen Ost-West verlaufenden Verwerfungen durchzogen. In der Region des Bebens bewegt sich die Indische Platte im Verhältnis zur Eurasischen Platte mit einer Geschwindigkeit von 39 Millimetern pro Jahr nordwärts.
Historisch sind in dem Gebiet verheerende Erdbeben aus den Jahren 1668 und 1819 dokumentiert. Das vor 2001 letzte Erdbeben mit einer Intensität von IX auf der Modifizierten Mercalli-Skala (MM) ereignete sich 1956.
Das Erdbeben vom 26. Januar 2001 hatte eine Magnitude von 7,7 MW und eine Herdtiefe von 16 Kilometern. Sein Epizentrum lag im Distrikt Kachchh, etwa 60 Kilometer ostnordöstlich der Distrikthauptstadt Bhuj. Der Herdvorgang hatte Komponenten einer Aufschiebung und einer Seitenverschiebung. Die Ausdehnung der Herdfläche betrug etwa 90 × 30 km mit einer ostnordöstlichen Streichrichtung. Die maximale Intensität des Erdbeben lag bei Stufe IX bis X MM bzw. auf Stufe XI der ESI-Skala. Das Beben wurde auch noch in Bangladesch und Nepal wahrgenommen.
Bei dem Erdbeben wurde der Boden 85 Sekunden lang stark erschüttert, gefolgt von einigen Minuten mit leichten Erschütterungen. Es traten zahlreiche Nachbeben auf, das stärkste davon mit einer Magnitude von 5,8 MW.

## Opfer und Schäden

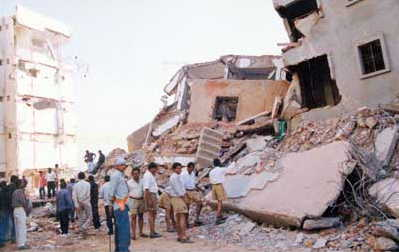
Schäden in Gujarat

Das Beben erschütterte am Morgen des indischen Tags der Republik den Boden. Durch die lockeren Sedimentböden konnten die seismischen Schwingungen eine besonders destruktive Wirkung entfalten. Dabei kamen mindestens 20.000 Menschen ums Leben und 166.836 wurden verletzt. Darunter waren 18 Todesopfer und einige Verletzte in Pakistan. Ungefähr 339.000 Gebäude wurden zerstört und 783.000 wurden beschädigt. Fast 1,8 Millionen Menschen wurden obdachlos.
Das Epizentrum des Bebens lag im Distrikt Kachchh, dessen Hauptstadt Bhuj sehr schwer getroffen wurde. Auch in den Städten Ahmedabad, Anjar, Gandhidham und Mundra sowie in 8000 Dörfern entstanden schwere Schäden.
Durch Bodenverflüssigung wurde der Hafen von Navlakhi und seine Anbindung an das Schienennetz schwer beschädigt, zu Schäden kam es auch beim bedeutenden Hafen von Kandla.
Bei Bhachau an der Bahnstrecke Palanpur Junction–Gandhidham Junction entgleiste ein Zug mit Lokomotive und acht Wagen. Zahlreiche Brücken in der Region wurden beschädigt. Aufgrund von Schäden an einer Eisenbahnbrücke konnten erst nach einer Woche Züge für Hilfslieferungen eingesetzt werden. Einige Erdschüttdämme wurden beschädigt.
Im Rann von Kachchh trat auf einem ausgedehnten Gebiet Bodenverflüssigung auf, wodurch sich Sandvulkane bildeten und Trockenflüsse wasserführend wurden. Es wurden Hangrutschungen und Steinschläge ausgelöst, im Boden bildeten sich Risse.

## Belege
1. 1 2 3 4 5 6  Sambit Prasanajit Naik, Asmita Mohanty, Sabina Porfido, Martitia Tuttle, Ohsang Gwon, Young-Seog Kim Intensity estimation for the 2001 Bhuj earthquake, India on ESI-07 scale and comparison with historical 16th June 1819 Allah Bund earthquake: A test of ESI-07 application for intraplate earthquakes. In: Quaternary International. Band 536, 20. Januar 2020, S. 127–143, doi:10.1016/j.quaint.2019.12.024 (englisch).
2. 1 2 3  M 7.7 - Gujarat, India. USGS, abgerufen am 3. August 2020 (englisch).
3. 1 2  Significant Earthquake: INDIA: GUJARAT: BHUJ, AHMADABAD, RAJOKOT; PAKISTAN. NOAA, abgerufen am 23. März 2024 (englisch).
4. ↑  M 5.8 - Gujarat, India. USGS, abgerufen am 3. August 2020 (englisch).
5. ↑  Emily Buchanan, Bhasker Solanki: Gujarat's astonishing rise from rubble of 2001 quake. In: bbc.com. 30. Januar 2011, abgerufen am 5. August 2020 (englisch).
6. 1 2  Earthquake Engineering Field Investigation Team (Hrsg.): The Bhuj, India Earthquake of 26th January 2001. A Field Report by EEFIT. London Januar 2005, Digitalisat online (PDF; 9,28 MB) auf istructe.org (englisch).
7. ↑  Samit Roychoudhury: The Great Indian Railway Atlas. 3. Auflage, Kalkutta 2022. ISBN 978-93-5655-936-3, S. 34, 5B / S. 49, 1E.
8. ↑  Ajai Banerji: Major Railway Accidents in India 2000–09. 2011. ISBN 978-81-921876-0-0, S. 23.